# Datsun
Datsun (яп. ダットサン укр. Датсан) — японська автомобільна компанія, що почала своє існування в XX столітті. А також марка японських автомобілів, які виготовлялися з 1931 по 1986 рік. З 1934 року є частиною компанії Nissan. Виробництво автомобілів Datsun було відновлено в 2013 році. У 2019 і 2020 роках компанія Nissan розглядала можливість вдруге згорнути бренд Datsun, а в квітні 2022 року зрештою припинила випуск бренду, що переживав труднощі.

## Історія

### Початок
Компанія, яка тепер називається Datsun, була утворена в 1911 році під ім'ям Кайсінся (яп. 快進社) людиною на ім'я М. Хасімото. Його мрією було робити автомобілі, які підходять для Японії, а також експортувати їх за кордон.
Уже в 1914 році був випущений автомобіль, що отримав назву DAT-GO (по англ. — DAT-Car), яка була складена з перших букв прізвищ партнерів-інвесторів.
У 1918 році, через 7 років після створення, фірма була перейменована в Kwaishinsha Motor Car Co., Ltd. і почала збирати перші вантажівки DAT для військових потреб. Низький попит на військовому ринку в 1920 році змусив її розглянути можливість злиття з іншими автомобільними виробниками.
У 1926 року компанія провела злиття з Jitsuyo Jidosha Co., Ltd., що базується в м. Осака. Ця фірма була заснована в 1919 році як дочірнє підприємство компанії Kubota. У 1920 році Jitsuyo Jidosha почала випуск триколісного автомобіля «Горем» (за прізвищем американського інженера Вільяма Горем, що зіграв значну роль в розвитку компанії Nissan) із закритою кабіною, а на наступний рік представила його чотириколісну версію. З 1923 по 1925 Jitsuyo Jidosha Co., Ltd. випускала легкі машини і вантажівки під маркою Lila. В результаті злиття назву DAT змінилося на DAT Jidosha Seizo Co., Ltd.
У 1930 році уряд Японії випустив постанову, що дозволяє керувати автомобілями з об'ємом двигуна менше 500 см³ без водійського посвідчення. DAT Jidosha Seizo Co., Ltd. почала розробку серії машин з об'ємом двигуна в 495 см³, щоб зайняти новий сегмент ринку.
У 1931 році DAT Jidosha Seizo Co., Ltd. стала дочірньою компанією Tobata Casting Co., Ltd. До цього часу з'явилися і перші машини з двигунами 495 см³, які були спочатку названі Datson, тобто «син DAT». Ім'я повинно було вказувати на менший, у порівнянні з попередніми моделями, розмір нових автомобілів. Однак «son» співзвучно з японським словом, що позначає «збиток», тому в 1933 році назва була змінена на Datsun.
Перший прототип нового автомобіля був завершений влітку 1931 року. Серійна машина отримала назву Datson Type 10. Вже в 1932 році було продано близько 150 автомобілів моделі Type 11. У 1933 році уряд Японії переглянуло правила — без водійського посвідчення тепер можна було керувати машиною з двигуном до 750 см³, тому Datsun збільшив обсяг своїх двигунів до максимального значення. Нова модель іменувалася Type 12. До того часу знову відбулася реорганізація, і світ побачила Jidosha Seizo Co., Ltd., яка взяла на себе всі операції, пов'язані з виробництвом автомобілів Datsun, будучи підрозділом Tobata Casting Co., Ltd. Грошові кошти, необхідні для появи Jidosha Seizo Co., Ltd., були інвестовані компаніями Nihon Sangyo Co., Ltd. і Tobata Casting Co., Ltd.
У 1934 році назва компанії була змінена на Nissan Motor Co., Ltd. в зв'язку з тим, що Nihon Sangyo Co., Ltd. стала її 100 % інвестором.
З 1935 року для виробництва Datsun почали використовувати справжній виробничий конвеєр, наслідуючи приклад Генрі Форда. У автомобілів, що випускаються було дуже багато спільного з популярними моделями Austin Motor Cars того періоду, наприклад, з Austin 7.
Після вступу Японії у війну з Китаєм в 1937 виробництво легкових автомобілів було обмежено. У 1938 році була представлена модель Datsun Type 17, а після цього завод Datsun в місті Йокогама сконцентрувався на випуску вантажівок для Японської імператорської армії.
Після закінчення Тихоокеанської війни, потужності Datsun використовувалися для випуску вантажівок, призначених для країн окупації. Це тривало до відновлення автомобільної промисловості в 1947 році. На початку 1950-х у моделей Datsun все також спостерігалися запозичення від автомобілів Austin Motor Company. У 1954 році було укладено угоду між Nissan Motor Co., Ltd. і Austin Motor Company, в результаті чого інженери Nissan отримали доступ до технологій Austin, а на заводах Nissan почалося виробництво Austin A40 і A50 Cambridge.
У 1958 році почалися поставки автомобілів Datsun в США, а в 1964 році Nissan стала першою японською компанією, що увійшла в десятку найбільших автоімпортерів в США. У 1962 році почалися поставки автомобілів в Європу. Перше закордонне складальне виробництво Nissan було відкрито в 1959 році на о.Тайвань.

### Відмова від використання бренду
У 1981 році Nissan підписав угоду з Volkswagen про виробництво і продаж легкових автомобілів в Японії.
Восени 1981 року було оголошено рішення — відмовитися від використання фірмового знака Datsun в цілях зміцнення торгової марки компанії Nissan. В першу чергу це стосувалося ринку США. Обґрунтуванням служив той факт, що зміна назви допоможе в реалізації глобальної стратегії компанії. Однак, багато хто вважає, що найважливішим мотивом було наступне: зміна назви мало посприяти збільшенню продажів Nissan на ринку акцій і облігацій в США. Крім того, бренд Nissan фактично був відсутній в США, в той час як назви брендів Toyota або Honda використовувалися американцями в побуті.
Кампанія з перейменування тривала протягом трьох років — з 1982 по 1984. Варто відзначити, що на автомобілі під брендом Datsun, починаючи з кінця 1970-х років, поступово додавали невеликі значки «Nissan» і «Datsun by Nissan». Хоча на деяких експортних ринках автомобілі продовжували позначатися як значками Datsun, так і значками Nissan, аж до 1986 року.
Зміна назви коштувала корпорації Nissan близько 500 млн $. Операційні витрати, які включають зміну значків в 1100 дилерських центрах Datsun, склали близько 30 млн $. Ще 200 млн $ було витрачено з 1982 по 1986 рік на рекламні кампанії, коли слоган «Datsun, ми їдемо!» («Datsun, We Are Driven!») поступився місцем гаслу «Ім'я йому — Nissan» («The Name is Nissan»). Ще 50 млн $ було витрачено на рекламні оголошення Datsun, які були оплачені, але призупинилися або ніколи не використовувалися. Через п'ять років після завершення програми перейменування марка Datsun все ще залишалася більш знайомої для споживачів, ніж Nissan.

### Відродження бренду
2012 року компанія Nissan ухвалила рішення про відродження бренду Datsun. У 2013 році відновлений бренд став виробляти бюджетні автомобілі для країн з швидкозростаючим автомобільним ринком. Офіційна презентація нового Datsun Go відбулася 15 липня 2013 року в Індії.
Станом на 2017 рік автомобілі марки Datsun офіційно продаються в Індії, Індонезії, Непалі, Південній Африці, Лівані, Малайзії, Росії, Казахстані та Білорусі 
Datsun Go створювався на заводі Renault-Nissan у Ченнаї, Індія. Його також виробляли в Індонезії. Go базується на тій же платформі Nissan V, що й Nissan Micra.  Go+, 5+2-місний універсал , був доданий до асортименту у вересні 2013 року. 
У лютому 2014 року був представлений концепт-кар redi-Go.  Кросовер redi-Go став доступним в Індії в середині 2015 року. 
У квітні 2014 року вийшла перша модель для російського ринку Datsun on-Do на базі Lada Granta. 
У листопаді 2019 року було оголошено, що Datsun припинить виробництво в Індонезії та Росії в 2020 році. 
У квітні 2022 року компанія Nissan оголосила, що припиняє виробництво автомобілів Datsun в Індії. 

## Список моделей відродженого Datsun

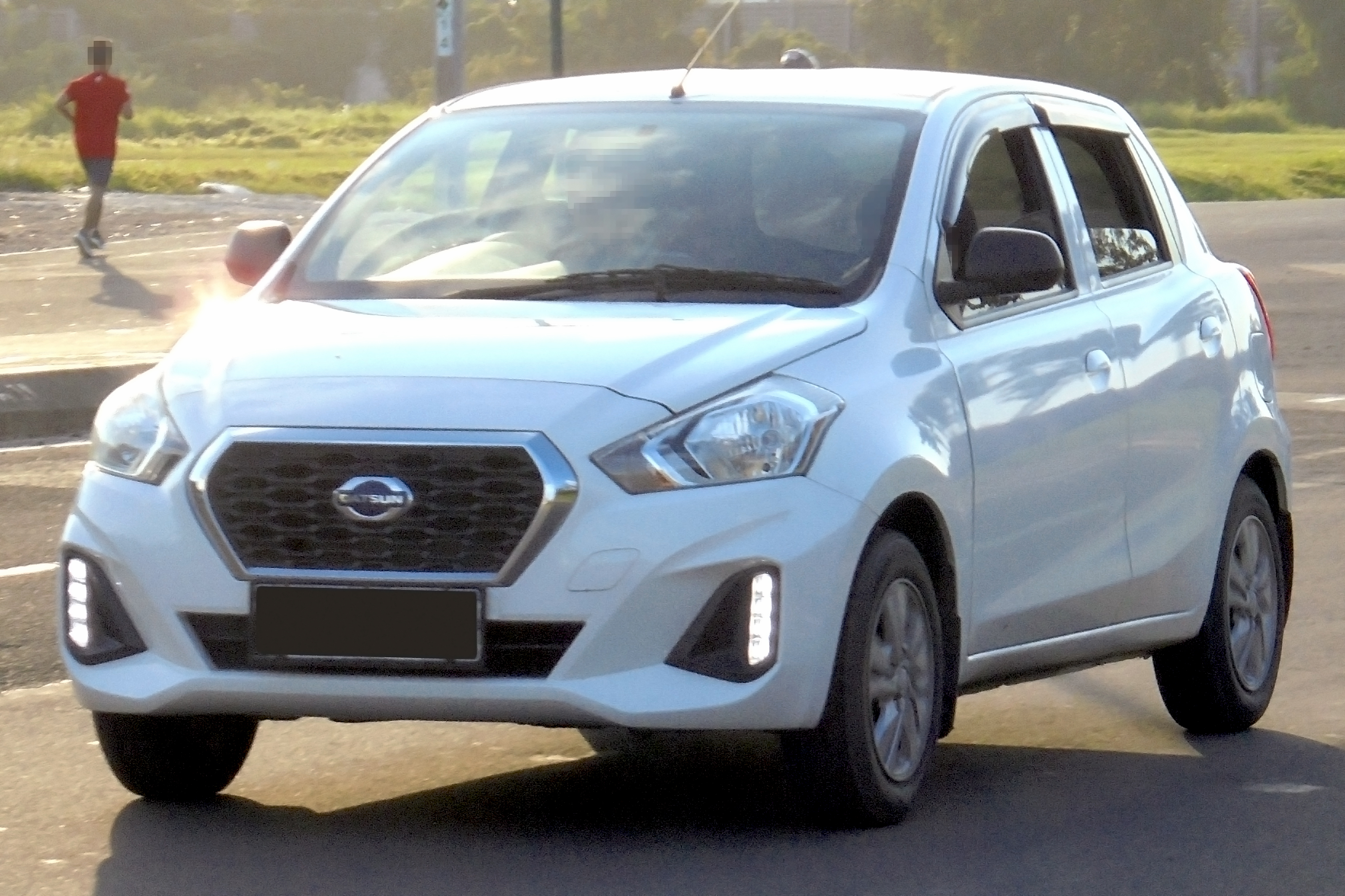
Datsun Go
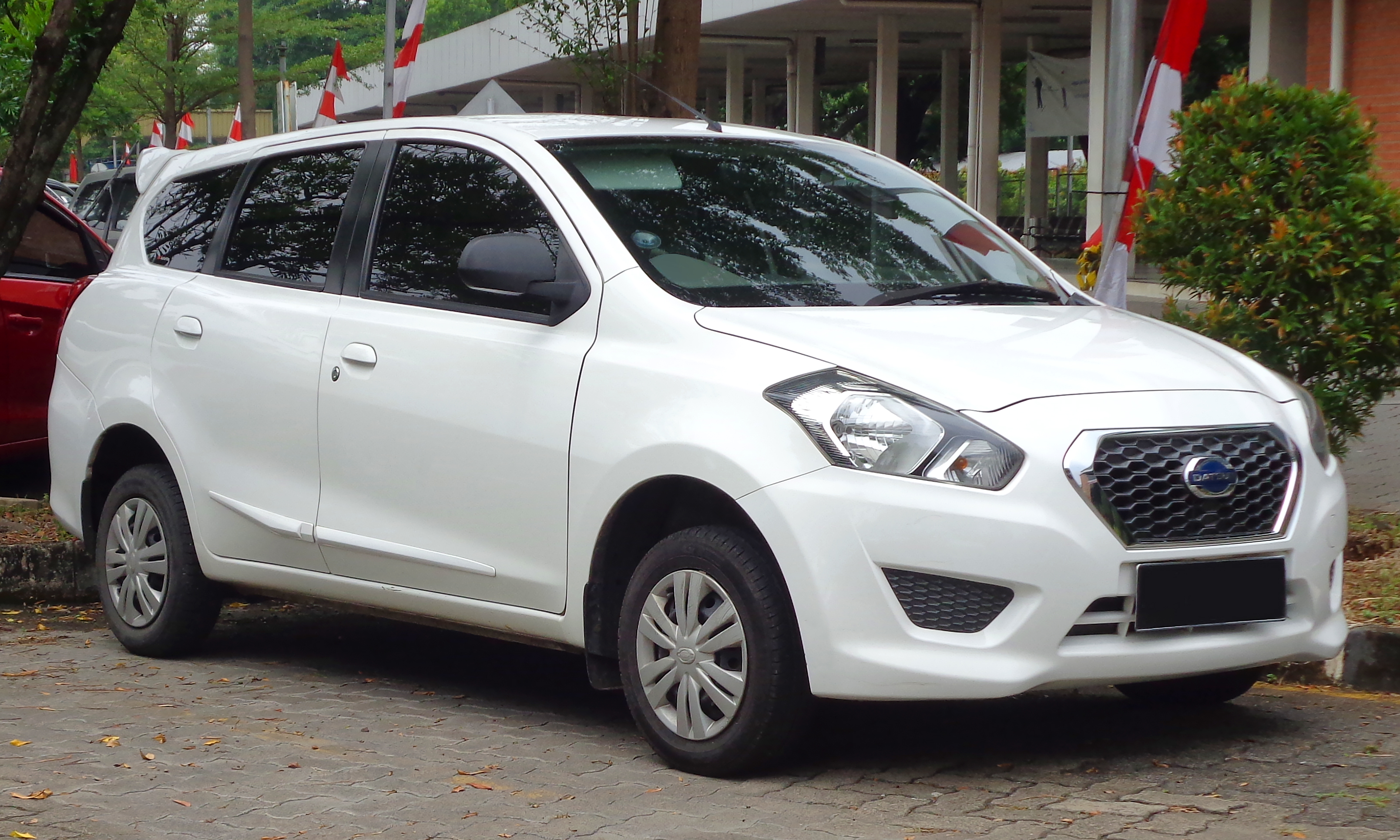
Datsun Go+
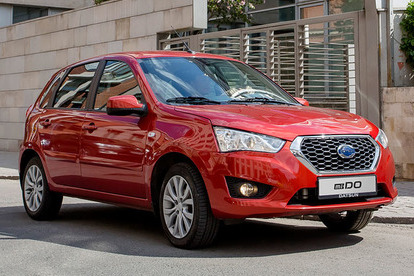
Datsun mi-Do
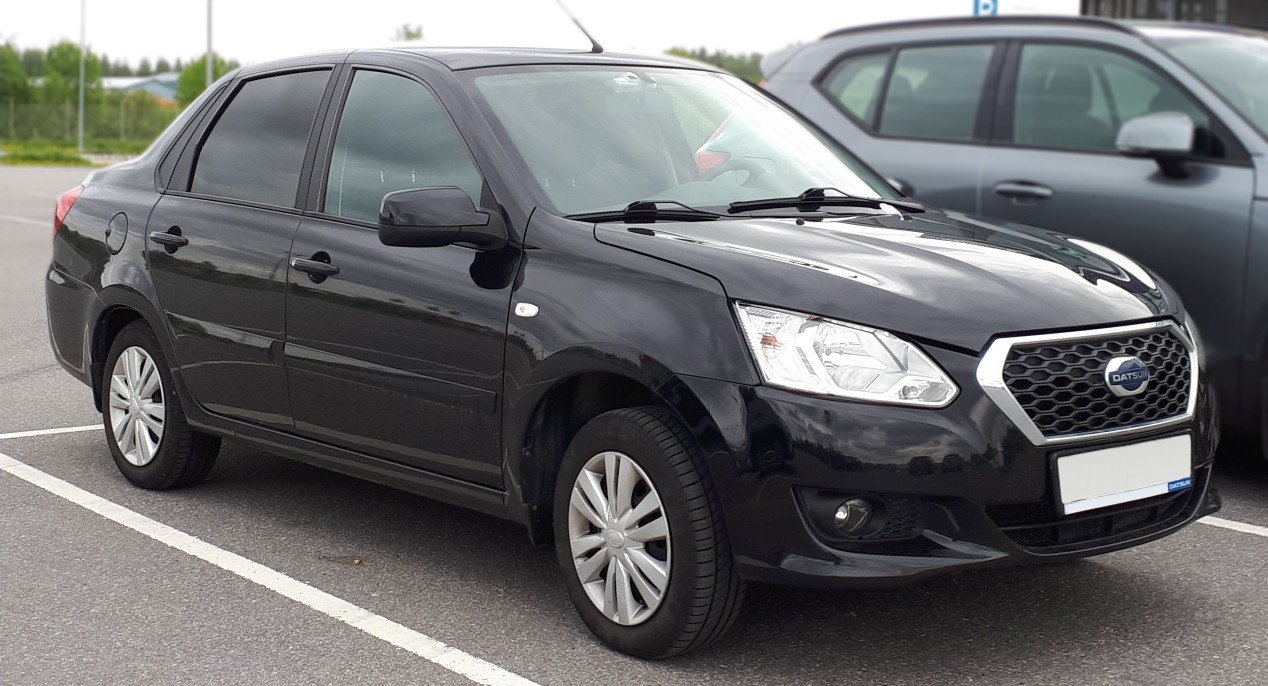
Datsun on-DO
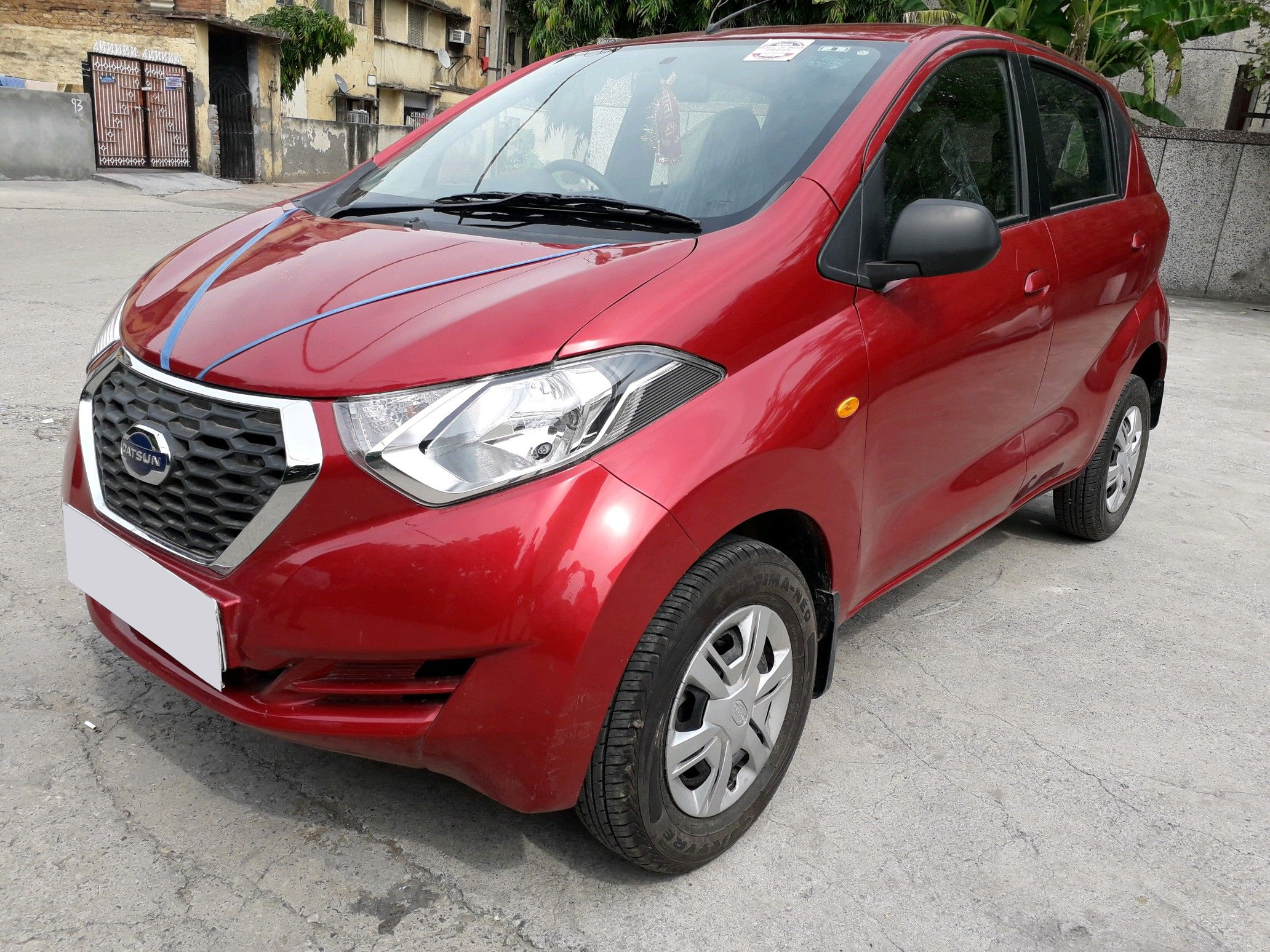
Datsun redi-Go